# Géolibertarianisme

Drapeau géolibertarien.

Le géolibertarianisme est une idéologie politique qui combine libertarianisme et georgisme (ou geoism ou geonomics en anglais). Il est le plus souvent affilié à la gauche libertaire ou au centre radical,.
Les géolibertariens considèrent que l'espace géographique et les ressources naturelles à l'état brut — tous les actifs qui rentrent dans la définition de terre au sens économique du terme – sont des biens rivaux qui doivent être envisagés comme des biens issus d'une propriété commune (en) ou, plus exactement, des communs, que tous les individus partagent un égal accès comme un droit de l'homme, que toute la richesse du capital ne soit pas privatisée entièrement et absolument. Par conséquent, les propriétaires terriens doivent payer une compensation, l'impôt sur la terre, fonction de la rente de situation estimée par le marché libre, en l'absence de toute amélioration profitant à la communauté de droit civil, l'usufruit (qui est, la possession exclusive juridiquement reconnue avec des restrictions sur l'abus de propriété) ou bien un titre de pleine propriété sans de telles restrictions. Idéalement, la taxation d'un site ne devrait être fixée qu'après que la rente de situation du tenant du titre ait été jugée excédant la part de la valeur totale des terres dans le territoire sous cette juridiction. Sur cette proposition, la rente n'est pas prélevée pour la simple occupation ou utilisation du sol, puisque ni la communauté, ni l'État ne sont légitimement propriétaire des communs, mais plutôt comme une évaluation objective de l'indemnité liée au droit (en) d'exclure les autres de cette terre. Certains géolibertariens se sont également positionnés en faveur de taxes pigouviennes en lien avec la pollution et les taxes d'extraction (en) pour réguler l'épuisement des ressources naturelles, les sanctions financières aux effets positifs sur l'environnement compensent l'impact négatif en prélevant une partie de la valeur foncière.
Ils approuvent le point de vue traditionnel du Libertarianisme de droite qui affirme que chaque individu a naturellement droit d'être le propriétaire exclusif des fruits de son travail, par opposition à la production de biens appartenant collectivement à la société ou au gouvernement chargé de représenter la société, et que le « travail, les salaires et les produits du travail » d'une personne ne devraient pas être taxé. Aussi, comme les libertariens non-georgistes, ils prônent les « libertés civiles totales, et ne considérer un acte comme criminel seulement s'il implique des victimes. » (voir aussi la loi d'égale liberté (en))
Les géolibertariens sont généralement influencés par les georgistes partisans du mouvement de l'« Impôt Unique », mouvement de la fin du XIXe siècle et début du XXe siècle, mais les idées sous-jacentes précédaient Henry George, et peuvent être trouvés sous différentes formes dans les écrits de John Locke, des « Bêcheux » comme Gerrard Winstanley, les physiocrates français (en particulier Quesnay et Turgot), Adam Smith, David Ricardo, Jean-Baptiste Say, Frédéric Bastiat, Thomas Jefferson, Thomas Paine, Lysander Spooner, Benjamin Tucker, John Stuart Mill, Herbert Spencer, et Thomas Spence. Parmi les géolibertariens les plus éminents depuis George, les suivants peuvent être inclus : Albert Jay Nock, Frank Chodorov (en), et (sur des motifs conséquentialiste (en)) Milton Friedman. D'autres libertariens ont exprimé leur soutien pour un impôt sur la terre comme une réforme progressive comme John Hospers (en), Karl Hess, et le cofondateur du Parti libertariens des États-Unis David Nolan.

## Droits de propriété

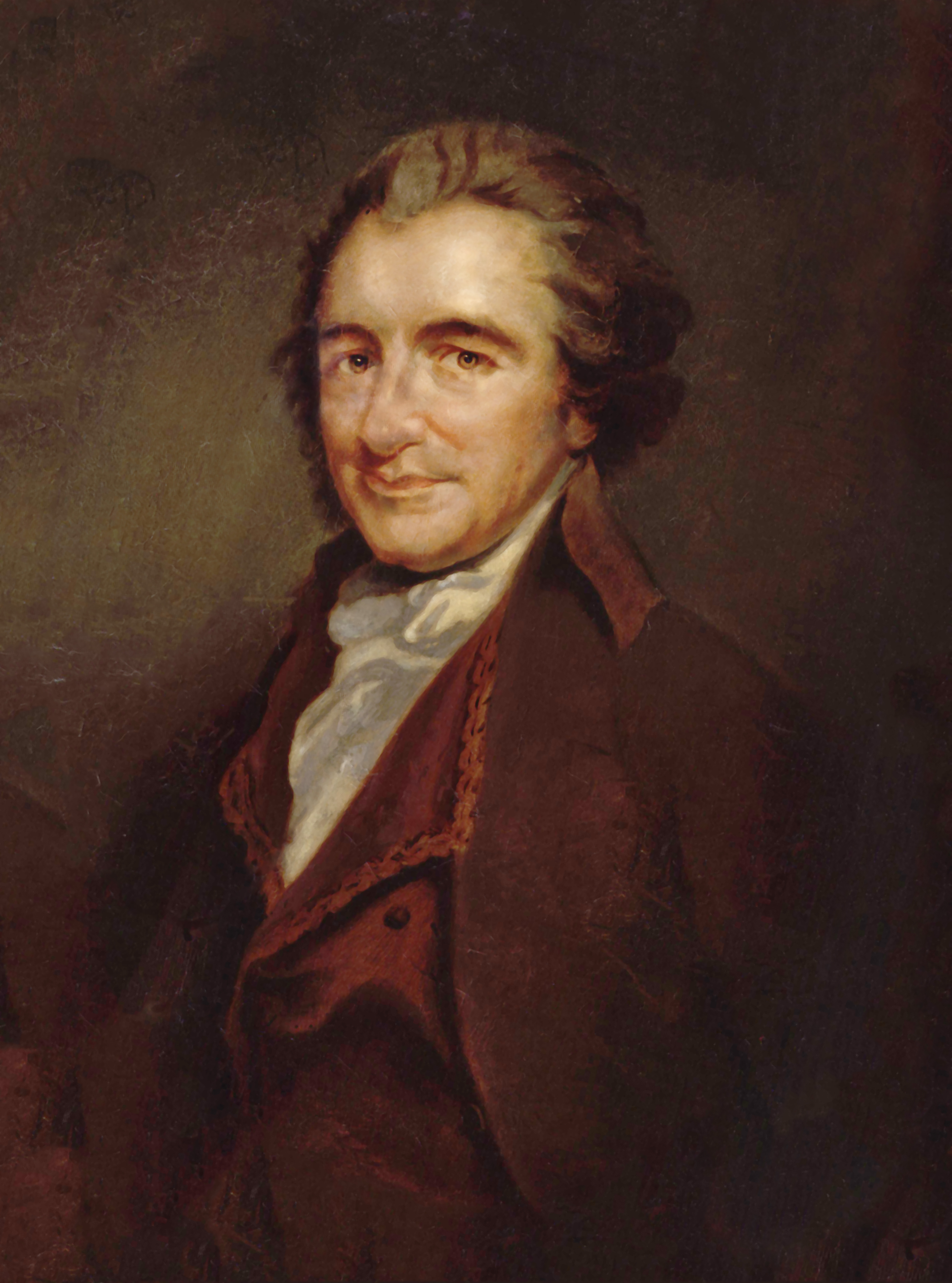
Thomas Paine inspira le Divende du Citoyen et déclara, Tout propriétaire doit à la communauté un loyer pour les terres qu'il possède.

En continuité avec la tradition du libéralisme classique, les géolibertariens prétendent que la terre est un organisme indépendant des facteurs de production, que c'est l'héritage commun de toute l'humanité, et que la justice de la propriété privée dérive du droit individuel aux fruits de son travail. Étant donné que la terre, par définition économique, n'est pas le produit du travail humain, son titulaire ne peut être justifiée en faisant appel à des droits naturels de l'homme. Ainsi, les géolibertariens reconnaissent à la personne civile le droit de fixer une possession exclusive du terrain (Régime foncier) à la condition de verser à la communauté un loyer économique pour compenser la communauté si la valeur économique de la rente s'est accrue. Cette non-distorsion (en) du système de la fiscalité présente l'avantage de rendre la valeur à tous les membres de la société puisqu'elle leur appartient et d'encourager les propriétaires fonciers à utiliser seulement la quantité de terres dont ils ont besoin, en laissant les terres inutiles à d'autres, pour qu'ils puissent l'occuper, l'utiliser et la développer.
Peut-être que le meilleur résumé de la philosophie géolibertarienne est présenté par l'affirmation de Thomas Paine dans sa brochure Justice Agraire (en) (1797) que « les Hommes n'ont pas fait la terre. Seule la valeur liée à l'amélioration, et non à la terre elle-même, relève de la propriété individuelle. Chaque titulaire doit à la communauté un loyer pour les terres qu'il possède. » D'autre part, John Locke a écrit que la propriété privée de la terre doit être saluée, tant que son produit n'était pas laissé inutilisé et qu'il y avait « suffisamment et en qualité aussi bonne en commun pour les autres »; lorsque cette clause lockéenne n'est pas respectée, la terre gagne de la valeur locative. Certains[Qui ?] diraient que la bonne qualité est peu susceptible d'être réalisée dans une ville, car l'emplacement est primordial, et donc, en tous environnements sociaux urbains, la clause lockéenne nécessite la collecte et la distribution égale de la location du terrain.
Cette définition stricte de la propriété privée, comme les fruits d'une personne du travail, conduit les géolibertariens à plaider pour un marché libre et pour la protection des droits des travailleurs à tout à leur profit.

## Les propositions politiques
Les géolibertariens sont généralement en faveur de la redistribution de location de la terre des propriétaires fonciers privés à tous les membres de la communauté par le biais d'un impôt sur la valeur des terres, tel que proposé par Henry George et d'autres avant lui. En tant que libertaires, les géolibertariens désirent voir les revenus de la capture de la valeur de la terre couvrir seulement les coûts administratifs nécessaires et les fonds des services publics qui sont essentiels au corps gouvernementale dans son rôle de protection et de respect des droits à la vie, à la liberté et à la propriété – les protections civiques qui augmentent le montant global de location de la terre au sein de la juridiction, et ainsi servent à se financer eux-mêmes – le surplus est distribué également comme un dividende inconditionnel à chaque citoyen. Ainsi, la valeur de la terre retournent aux résidents qui l'ont produite, mais qui, par nécessité pratique et privilège juridique, ont été privés de l'égalité d'accès. Tandis que les pauvres et les défavorisés bénéficient d'un filet de sécurité sociale (en) fiable sans être entravé par la bureaucratie ou par le recours à des évaluations des revenus (en) intrusives.
Certains géolibertariens affirment que le raisonnement à la base de la taxation de la valeur des terres justifie également un impôt sur la pollution complémentaire pour la dégradation de la valeur partagée des communs naturels. Le caractère commun et l'inélasticité du spectre électromagnétique (qui relève aussi de la « terre » comme catégorie économique) justifie l'imposition de son usage exclusif.
L'économiste américain et philosophe politique Fred E. Foldvavy (en) forgea le terme de « géo-libertarianisme » dans un article éponyme figurant dans Land&Liberty (en). Dans le cas de géoanarchisme, la forme de géolibertarianisme la plus radicalement décentralisée et scrupuleusement volontariste, Foldvary théorise que les loyers seraient collectées par des organismes privés et que les personnes auraient la possibilité de se séparer des géocommunitiés associées – ainsi, en se retirant leur protection et leurs services juridiques – s'ils le souhaitaient.